# George Moore

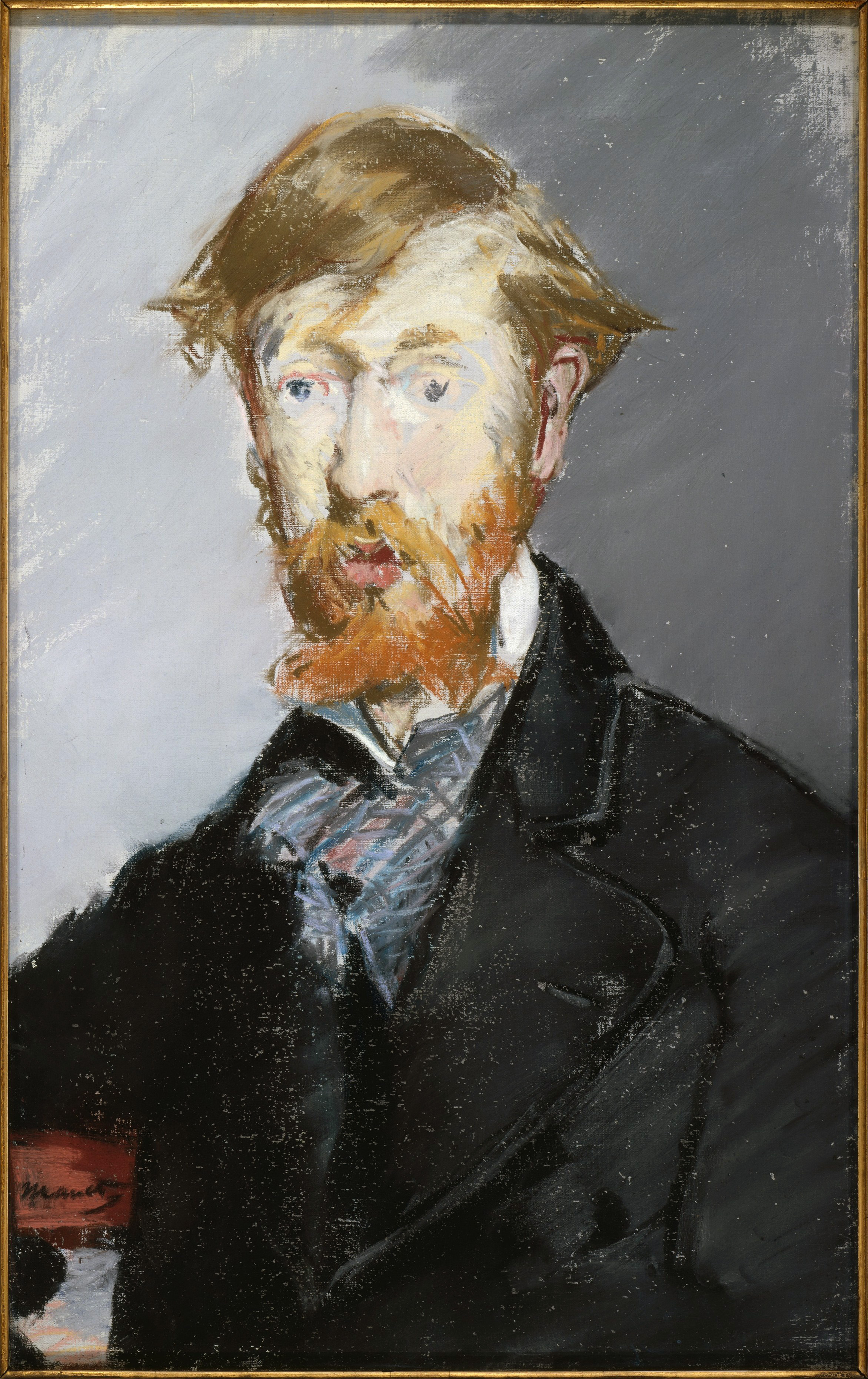
Édouard Manet: Porträt George Moore

George Augustus Moore (* 24. Februar 1852 in Moore Hall, Carra, County Mayo, Irland; † 21. Januar 1933 in London) war ein irischer Schriftsteller und Kunstkritiker.

## Leben
Moore, dessen Vater Mitglied des Parlaments war, stammte aus einer wohlhabenden Familie. Seine Erziehung genoss Moore durch Hauslehrer und später am St. Mary’s College in Oscott, in der Nähe von Birmingham. Nach dem Tod seines Vaters 1870 entschied er sich – nunmehr finanziell unabhängig – nach Paris zu gehen, um Kunst zu studieren. Im März 1873 schrieb er sich an der Ecole des Beaux-Arts als Schüler von Cabanel ein, um dann später in die Académie Julian zu wechseln. Nach nur drei Jahren entschloss sich Moore, die Malerei wieder aufzugeben und wandte sich ab 1876 ganz dem Schreiben zu. Über Auguste de Villiers de L’Isle-Adam lernte Moore Mallarmé und über diesen wiederum Édouard Manet kennen, der Moore in dieser Zeit mehrfach porträtierte. Im Café de la Nouvelle Athènes hatte er darüber hinaus Pissarro, Degas, Renoir, Monet, Daudet, Turgenev und vor allem Émile Zola getroffen, dessen Naturalismus ihn besonders beeinflusste.
1880 siedelte Moore sich in London an und veröffentlichte erste Gedichte. 1883 erschien sein erster Roman A Modern Lover, der in England wegen Unsittlichkeit verboten wurde. Mit seinem 1885 erschienenen Roman A mummer's wife schuf Moore den ersten Roman im realistischen Stil in England. In den folgenden Romanen thematisierte Moore Themen wie Prostitution, außerehelichen Sex und lesbische Liebe und provozierte damit die Öffentlichkeit. Seine Bücher Impressions and Opinions (1891) und Modern Painting (1893) brachten dem englischen Publikum erstmals die Malerei des Impressionismus näher. Ab 1901 lebte Moore in Dublin. Zusammen mit Yeats schrieb er hier Diarmuid and Grania für das Irish Literary Theatre und engagierte sich ebenso in der praktischen Theaterarbeit im Rahmen der Irish Renaissance. In den folgenden Jahren setzte er sich mit der irischen Kultur (Celtic Revival) auseinander und Irland wurde Schauplatz des Romans The Lake (1905) und einiger Kurzgeschichten. In diesen Kurzgeschichten griff Moore auch die katholische Kirche an, was zu Problemen bei der Veröffentlichung seines Werkes in irischer Sprache führte. Seine Kurzgeschichten inspirierten auch den jungen James Joyce. Wegen seines Einsatzes für die irische Sprache gilt Moore als ein Mitbegründer der modernen irischen Literatur. Der lyrisch-melodische Stil seines Spätwerks lässt seine  „Ohren-Erzählungen“ als mündliche Vorträge für einen imaginären Zuhörer erscheinen.
1911 siedelte Moore sich endgültig in London an. Von hier aus unternahm Moore viele Reisen nach Paris und fuhr im Jahr 1913 nach Jerusalem um seinen Roman The Brook Kerith vorzubereiten, welcher 1916 erschien. Das Buch basierte auf der Annahme, dass Christus nicht am Kreuz starb, sondern anschließend gesund gepflegt wurde, später nach Indien ging, um dort erleuchtet zu werden. Auch dieser Roman stieß auf heftige Reaktionen.
Moores 1918 veröffentlichte Novelle The Singular Life of Albert Nobbs wurde später von Simone Benmussa dramatisiert (Uraufführung 1977) und von Regisseur Rodrigo García mit Glenn Close in der Hauptrolle als Spielfilm adaptiert (Albert Nobbs, 2010).
Im Alter von 80 Jahren starb George Moore 1933 in London. Die Urne mit seiner Asche wurde auf der Castle Island im Lough Carra in Irland unweit der Ruine seines Elternhauses beigesetzt.
In vielen seiner Werke thematisierte Moore Schicksale von Frauen, wie z. B. in seinem Roman A mummer's wife, in dem er äußerst realistisch den sozialen Abstieg einer Frau, bedingt durch die Selbstzerstörung mittels Alkohol, schildert. Ein weiteres Thema für Moore war der Burenkrieg der Briten, gegen den er sich immer wieder aussprach.

## Werke
- A modern lover (1883)
- A mummer's wife (1885)

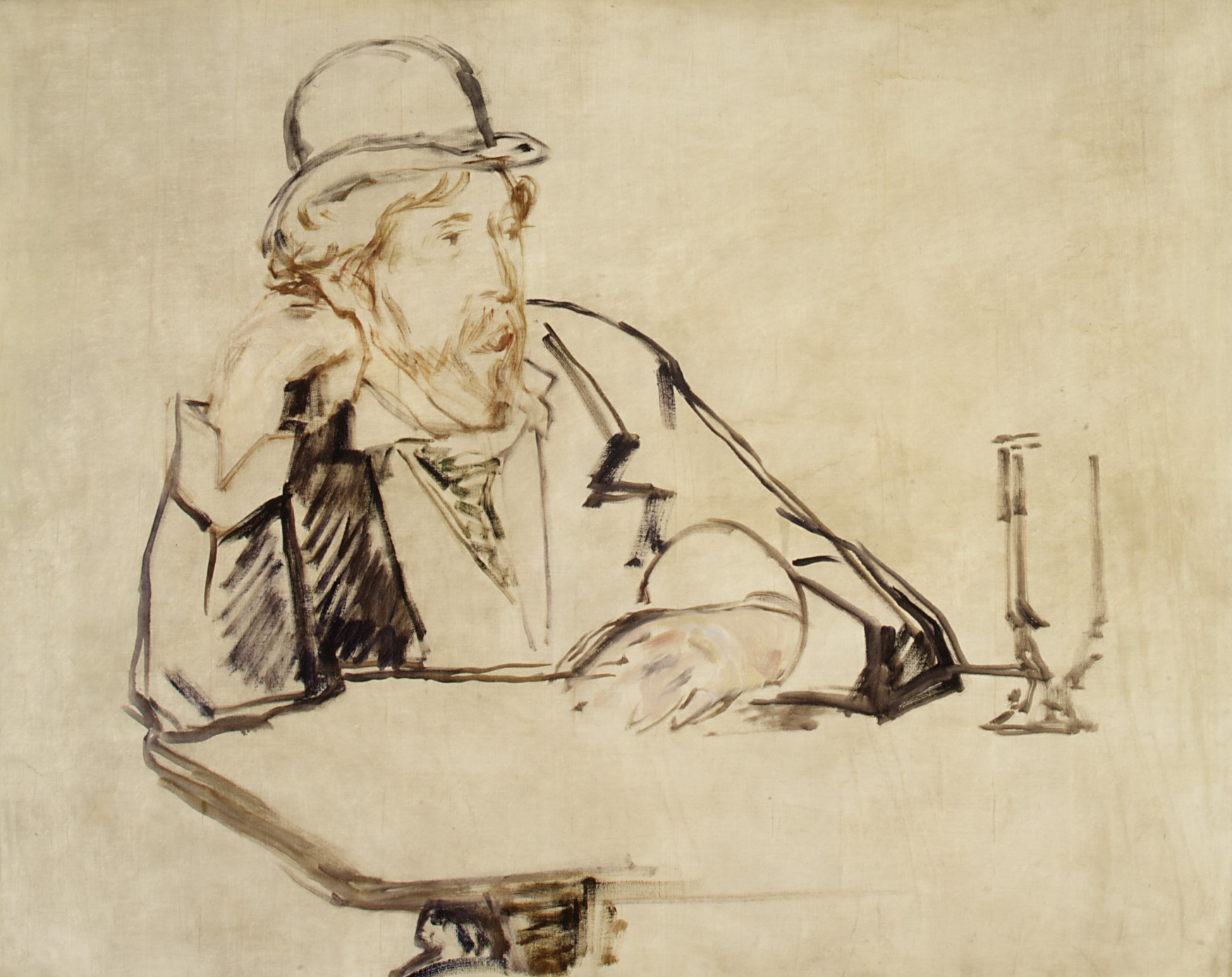
Édouard Manet: George Moore im Café

- A drama in Muslin (1886) (deutsch: Ein Drama in Musselin)
- Spring Days (1888)
- Bekenntnisse eines jungen Mannes (1888)
- Vain fortune (1890)
- Esther Waters (1894) (deutsch: Esther Waters)
- Esther Walters. (1895)
  - Esther Walters. Heinemann, London 1932
- Evelyn Innes (1898)
- The Untilled Fields, T. Fisher Unwin, London 1900.
  - The Untilled Fields, Tauchnitz, Leipzig 1903.
- Literature and the Irish language (1901)
- Sister Theresa (1901)
- Memoirs of My Dead Life (1906) (deutsch: Aus toten Tagen, online)
- Erinnerungen an die Impressionisten (1907), online
- The apostle (1911)
- A Storyteller’s Holiday (1918)
- Pariser Geschichten (1926), online
- The passing of Essenes (1930)
- Stadt und Land